# Tivela laevigata
Tivela laevigata is een tweekleppigensoort uit de familie van de Veneridae. De wetenschappelijke naam van de soort is voor het eerst geldig gepubliceerd in 1838 door Gray.